# 뮐러긴팔원숭이
뮐러긴팔원숭이(학명: Hylobates muelleri)는 긴팔원숭이과의 긴팔원숭이속에 속하는 영장류 유인원이다. 남부회색긴팔원숭이라고도 불린다.
여타 긴팔원숭이들과는 달리, 회색긴팔원숭이는 암수가 털 색깔이 다르지 않다. 털 색깔은 회색 또는 갈색으로, 얼굴 둘레에 둥근 링 모양의 선명한 털을 갖고 있다. 머리에는 종종 어두운 색깔의 전두부를 지니고 있다. 몸무게는 평균 5.7 kg 정도이며, 긴팔원숭이 중에서 작은 편에 속한다.
뮐러긴팔원숭이는 보르네오섬의 풍토 종으로 섬의 북부와 동부 지역에 거주한다. 섬의 남서 지역에는 검은손긴팔원숭이가 사는 데, 놀랍게도 그들 거주 지역은 거의 겹치지 않는다. 이들은 주행성이며 우림에 거주하고, 다른 모든 긴팔원숭이들처럼 긴팔을 가지고, 나무와 나무 사이를 건너 다니는 특징이 있다. 회색긴팔원숭이는 일자일웅 형태로 함께 살며, 길고 큰 소리를 내어 그들 가족의 거주지를 침입자로부터 방어한다. 이들의 먹이는 주로 과일이다. 이들의 생식에 대해서는 일부만이 알려져 있지만, 다른 긴팔원숭이들과 비슷할 것으로 생각되고 있다.